# Peter Dudák
Peter „Ďuďo“ Dudák (11. března 1973 Bratislava – 14. srpna 2019 Bratislava) byl slovenský zpěvák, skladatel, hudebník, textař, hudební producent a člen hudební skupiny Hex.

## Život
Narodil se 11. března 1973 v Bratislavě. Od šesti let se učil hrát na klavír. Vystudoval gymnázium Jury Hronce v Bratislavě. Později absolvoval bratislavskou Vysokou školu múzických umění.
V roce 1989 společně se svými kamarády založil poprockovou skupiny Hex. Svůj první koncert odehráli v únoru 1990. S kapelou vydal devět studiových alb – Ježiš Kristus nosí krátke nohavice (1992), Abrakadabra (1993), Hex (1994), Ultrapop (1997), Supermarket (1999), Víkend (2002), Nikdy nebolo lepšie (2006), Ty a ja (2010) a Tebe (2017).
V roce 2018 mu byla diagnostikována rakovina slinivky břišní. Po dlouhodobé léčbě zemřel 14. srpna 2019 v Bratislavě. Bylo mu 46 let. Ve skupině ho později nahradil zpěvák Peter Novák.
Zůstala po něm přítelkyně Mirka, kterou kdysi poznal na koncertě, dcera Mária a sestra Katerína. V minulosti byl ženatý se spolužačkou z gymnázia.

## Diskografie

### Studiová alba
- Ježiš Kristus nosí krátke nohavice (1992)
- Abrakadabra (1993)
- Hex (1994)
- Ultrapop (1997)
- Supermarket (1999)
- Víkend (2002)
- Nikdy nebolo lepšie (2006)
- Ty a ja (2010)
- Tebe (2017)

### Remixová alba
- Ty a ja: Remixed (2011)

### Koncertní alba
- Cesta z mesta (2007)

### Kompilační alba
- Všetko, čo mám rád: 1990 – 2000 (2000)
- Hex: 1990 - 1995 (2006)
- Hex: 1996 - 2000 (2006)
- Všetko najlepšie: 1992 – 2013 (2013)

### DVD
- Cesta z mesta (2007)